# Романчуков, Алексей Саввич
Алексей Саввич Романчуков (1-я пол. XVII в. — ум. 1638) - русский государственный деятель времён правления Михаила Фёдоровича, стряпчий, посол, поэт.

## Биография
Сын дьяка, ярославского помещика Саввы Юрьевича, вместе с тремя братьями пошел по стопам отца, занимавшего видное положение в приказной бюрократии.
С 1627 по 1629 г. был стряпчим с платьем.
В в 1633 году он был послан к воеводе Баиму Болтину с царскою грамотою и пожалованным за службу «государевым жалованьем».
В сентябре 1636 году был назначен сопровождать Голштинское посольство в Персию и, одновременно, «малым послом» к Персидскому Шаху. 24 сентября он прибыл в Астрахань, где его ожидало посольство. Секретарь голштинцев, Адам Олеарий, проявил интерес к общительному русскому посланнику. По его словам, это:
был человек лет 30, с здравым умом и весьма ловкий, знал несколько латинских изречений, против обыкновения русских имел большую охоту к свободным искусствам, особенно же к некоторым математическим наукам и к латинскому языку... Он также быстро... уразумел употребление астролябии и все то, что относится до высоты солнца, часов и геометрии
Олеарий свидетельствует и о любознательности посла:
В Персии, когда мы с ним были вмсте, и в особенности на возвратном пути, прилежным вниманием, постоянным разговором и упражнениями в течение 6-ти месяцев он дошел до того, что мог выражать свои мысли, хотя не особенно складно; кроме того он стал понимать употребленне астролябии, определение часов и высоты солнца, а также геометрию. Нашим часовщиком ему сдлана была астролябия, и везде, где он приходил в город или деревню на ночлег, в особенности же в Астрахани, Алексей выходил на улицы, чтобы упражняться, и называл людям высоту домов и зданий: русским, которые не привыкли что-либо подобное видеть у своих земляков, это казалось весьма удивительным.
И описывает случай в городе Шемахе:
Алексей, человек смелый, шутливый и молодой, ради шутки пошел в Караван-сарай посмотреть на живой товар. Между прочим он приценился к красивому мальчику, за которого желали 6 томанов, предлагая за него 2 томана.
На обратном пути, в конце 1638 года, Алексей Саввич поехал из Астрахани вперед посольства с донесением к Царю Михаилу Федоровичу. По сообщению Олеария, по возвращении из Персии Романчуков вызвал на себя гнев государя, недовольного результатами переговоров с шахом. Угроза опалы или какая-то иная причина привела поэта к самоубийству в том же году. Однако в 2018 г. была обнаружена грамота от Сефи I, в которой шах хвалит посла, что являлось важным фактором в оценке его деятельности а глазах царя Михаила.

## Творчество
Романчуков был тесно связан с поэтами, служившими в московских приказах: ему адресованы стихотворные эпистолии справщика Савватия и подьячего Посольского приказа Михаила Злобина. О дружеском, а не только творческом характере отношений говорит акростих в послании Злобина: «Алексей Саввич, пожалуй Михалку винца, как тебе Бог известит». Само поэтическое наследие Алексея Романчукова невелико, известно одно его стихотворное послание, в котором слышна трагическая интонация. Возможно, оно написано перед смертью. Стихотворение сохранилось в альбоме Гартмана Граммана, лейб медика царя Михаила, вместе портретом Алексея Саввича. Поэт объяснил, что стихотворение написано «для памяти дружелюбныя Голштенския земли дохтура Артъмана Грамба. Всякому прочитающему напоминаю, что пять месяцов я, Алексей, одержим был febrisstranguria, сиречь студеною дорогушею и тот дохтор… мне пособил». Составляя вирши, поэт продемонстрировал незаурядную технику: начальные слова стихотворения он повторил в акростихе «Не дивно».
Аз же отгоним бываю сего света,
лишаются дние мои и кончаютца лета,
Ерихона животнаго стены разрушаются,
шумения гласящих труб на торжищи приближаются.
К сим же и два мелющия преставают,
а друзи и искренний дале отставают,
рыдающий бо на торжищи расходятся,
а царица от места своего яко пленница изводится.
Мгла уже прочее обтече повсюды,
а животныя исторгаются уды.
Ныне убо, видяще мя, удалишася друзи,
часто летающая же нападоша мнози прузи.
Уже и тебе лишихся, искренняго моего,
к нему же имех упование всегда много.
От скорби же сея утешителя не имею разве Христа,
всех бо он исцелитель, ты же мене удалися, благая
верста.
Аще и многих у себе друзей присных имею,
точна же тя како имети кого довлею?
Еще и малым чем тобою отраду себе улучю,
в день помраченный света видети получю.
Ей, обща трапеза и общий покой нам да будут,
и никоторому дурну нравы наши причастны да не будут.
И порутчика в том вседержителя представлю,
что слова своего выстинне николи не преставлю.
Аще ли мыслию своею тебе возмнится,
что клятва моя преступна к тебе учинится,-
бог таковым паче всех мститель,
горши бо и самых убийц таковый злотворитель.
Клятвы ради преступления и гордости мнози цари
погибоша,
даже и фригийския претвердыя стены падоша,
а от прочих ли кто в твердости без порухи будет,
ей, без наказания от бога таковый не пребудет.
Хранити ж вся неложно обещаваю,
аще что от тебе приимоваю,
и ныне молю твою к себе благость,

лукава да не будет твоя правость.
Отдельная запись в альбоме доктора:
Не дивно во благополучении возгоржение,

 едина добродетель - всех благих совершение.
Дом благий пущает до себя всякаго человека,
и исполняет благостыню до скончания века.
Вина всяким добродетелей - любовь,
не проливает бо ся от нея никогда кровь.
О благий мой друже, приими сие в памятный дом своего
сердца,
о Христе юных люби яко братию, а старых почитай яко

отца.